# VolleyLigaen (maschile)
La VolleyLigaen è la massima serie del campionato danese di pallavolo maschile: al torneo partecipano fino a dieci squadre di club danesi e la squadra vincitrice si fregia del titolo di campione di Danimarca.

## Albo d'oro
| Anno             | Podio              | Podio              | Podio           |
| Campione         | Seconda            | Terza              |                 |
| ---------------- | ------------------ | ------------------ | --------------- |
| 1962-63 Dettagli | VK Vognmandsmarken | USG København      | Ryesgade VK     |
| 1963-64 Dettagli | VK Vognmandsmarken | USG København      | ASV Ryesgade    |
| 1964-65 Dettagli | USG København      | VK Vognmandsmarken | Sundby KFUM     |
| 1965-66 Dettagli | VK Vognmandsmarken | TV55 København     | ASV Aarhus      |
| 1966-67 Dettagli | VK Vognmandsmarken | TV55 København     | USG København   |
| 1967-68 Dettagli | VK Vognmandsmarken | TV55 København     | ASV Aarhus      |
| 1968-69 Dettagli | Gladsaxe VK        | St. Rødovre        | TV55 København  |
| 1969-70 Dettagli | Gladsaxe VK        | St. Rødovre        | TV55 København  |
| 1970-71 Dettagli | St. Rødovre        | Gladsaxe VK        | ASV Aarhus      |
| 1971-72 Dettagli | St. Rødovre        | Gladsaxe VK        | Hvidovre        |
| 1972-73 Dettagli | St. Rødovre        | Middelfart         | Gladsaxe VK     |
| 1973-74 Dettagli | Middelfart         | St. Rødovre        | Gladsaxe VK     |
| 1974-75 Dettagli | St. Rødovre        | Middelfart         | DHG Odense      |
| 1975-76 Dettagli | Middelfart         | DHG Odense         | St. Rødovre     |
| 1976-77 Dettagli | Middelfart         | Helsingør KFUM     | DHG Odense      |
| 1977-78 Dettagli | Gladsaxe VK        | Middelfart         | Helsingør KFUM  |
| 1978-79 Dettagli | Gladsaxe VK        | Middelfart         | Helsingør KFUM  |
| 1979-80 Dettagli | Gladsaxe VK        | DHG Odense         | Middelfart      |
| 1980-81 Dettagli | Gladsaxe VK        | Holte IF           | Middelfart      |
| 1981-82 Dettagli | DHG Odense         | Gladsaxe VK        | Holte IF        |
| 1982-83 Dettagli | DHG Odense         | Holte IF           | Gladsaxe VK     |
| 1983-84 Dettagli | Gladsaxe VK        | Holte IF           | Skødstrup SF    |
| 1984-85 Dettagli | Gladsaxe VK        | Holte IF           | DHG Odense      |
| 1985-86 Dettagli | Holte IF           | DHG Odense         | Gladsaxe VK     |
| 1986-87 Dettagli | Holte IF           | Skødstrup SF       | DHG Odense      |
| 1987-88 Dettagli | Holte IF           | DHG Odense         | ASV Aarhus      |
| 1988-89 Dettagli | Holte IF           | DHG Odense         | Fortuna Odense  |
| 1989-90 Dettagli | Holte IF           | DHG Odense         | ASV Aarhus      |
| 1990-91 Dettagli | Holte IF           | DHG Odense         | Fortuna Odense  |
| 1991-92 Dettagli | Holte IF           | Skt. Jørgens VK    | DHG Odense      |
| 1992-93 Dettagli | Holte IF           | DHG Odense         | Skt. Jørgens VK |
| 1993-94 Dettagli | Holte IF           | Skt. Jørgens VK    | Gentofte        |
| 1994-95 Dettagli | Holte IF           | DHG Odense         | Gentofte        |
| 1995-96 Dettagli | Gentofte           | Holte IF           | DHG Odense      |
| 1996-97 Dettagli | Holte IF           | Gentofte           | DHG Odense      |
| 1997-98 Dettagli | Holte IF           | Aalborg            | Gentofte        |
| 1998-99 Dettagli | Gentofte           | Holte IF           | DHG Odense      |
| 1999-00 Dettagli | DHG Odense         | Holte IF           | Aalborg         |
| 2000-01 Dettagli | Aalborg            | DHG Odense         | Holte IF        |
| 2001-02 Dettagli | Aalborg            | Holte IF           | DHG Odense      |
| 2002-03 Dettagli | DHG Odense         | Skovbakken         | Aalborg         |
| 2003-04 Dettagli | SK Århus           | Marienlyst         | Aalborg         |
| 2004-05 Dettagli | Marienlyst         | SK Århus           | Aalborg         |
| 2005-06 Dettagli | Marienlyst         | Middelfart         | Gentofte        |
| 2006-07 Dettagli | Gentofte           | SK Århus           | Middelfart      |
| 2007-08 Dettagli | Marienlyst         | Aalborg            | Middelfart      |
| 2008-09 Dettagli | Marienlyst         | Aalborg            | Gentofte        |
| 2009-10 Dettagli | Marienlyst         | Gentofte           | Middelfart      |
| 2010-11 Dettagli | Marienlyst         | Middelfart         | Gentofte        |
| 2011-12 Dettagli | Middelfart         | Gentofte           | Marienlyst      |
| 2012-13 Dettagli | Marienlyst         | Gentofte           | Middelfart      |
| 2013-14 Dettagli | Marienlyst         | Gentofte           | Middelfart      |
| 2014-15 Dettagli | Gentofte           | Middelfart         | Marienlyst      |
| 2015-16 Dettagli | Gentofte           | Marienlyst         | Hvidovre Ishøj  |
| 2016-17 Dettagli | Marienlyst         | Gentofte           | Hvidovre        |
| 2017-18 Dettagli | Gentofte           | Middelfart         | Hvidovre        |
| 2018-19 Dettagli | Gentofte           | Hvidovre           | Marienlyst      |
| 2019-20 Dettagli | Gentofte           | Nordenskov         | ASV Aarhus      |
| 2020-21 Dettagli | Gentofte           | Marienlyst         | Middelfart      |
| 2021-22 Dettagli | Middelfart         | Gentofte           | ASV Aarhus      |
| 2022-23 Dettagli | Fortuna Odense     | Nordenskov         | Ikast           |
| 2023-24 Dettagli | Odense             | Nordenskov         | Gentofte        |

## Palmarès
| Squadra            | Titolo | Stagione                                                                                                   |
| ------------------ | ------ | --- |
| Holte IF           | 12     | 1985-86, 1986-87, 1987-88, 1988-89, 1989-90, 1990-91, 1991-92, 1992-93, 1993-94, 1994-95, 1996-97, 1997-98 |
| Gentofte           | 9      | 1995-96, 1998-99, 2006-07, 2014-15, 2015-16, 2017-18, 2018-19, 2019-20, 2020-21                            |
| Marienlyst         | 9      | 2004-05, 2005-06, 2007-08, 2008-09, 2009-10, 2010-11, 2012-13, 2013-14, 2016-17                            |
| Gladsaxe VK        | 8      | 1968-69, 1969-70, 1977-78, 1978-79, 1979-80, 1980-81, 1983-84, 1984-85                                     |
| VK Vognmandsmarken | 5      | 1962-63, 1963-64, 1965-66, 1966-67, 1967-68                                                                |
| Middelfart         | 5      | 1973-74, 1975-76, 1976-77, 2011-12, 2021-22                                                                |
| St. Rødovre        | 4      | 1970-71, 1971-72, 1972-73, 1974-75                                                                         |
| DHV Odense         | 4      | 1981-82, 1982-83, 1999-00, 2002-03                                                                         |
| Aalborg            | 2      | 2000-01, 2001-02                                                                                           |
| Odense             | 2      | 2022-23, 2023-24                                                                                           |
| USG København      | 1      | 1964-65 |
| SK Århus           | 1      | 2003-04 |